# 찬드푸르구

방글라데시 찬드푸르구

찬드푸르구(벵골어: চাঁদপুর জেলা)는 방글라데시 치타공주에 위치한 구로 행정 중심지는 찬드푸르이다. 1984년 2월 15일까지 코밀라구의 일부였다.

## 역사
바로-부이얀 왕조의 통치 기간 동안, 이 지역은 비크람푸르의 자민다르이자 케다 레이의 아들인 찬드 레이가 점령했다. 역사학자 자틴드라 모한 셍굽타에 따르면, 이 지역은 찬드 레이의 이름을 따서 찬드푸르라고 이름 지었다고 한다. 반면에, 다른 사람들은 이 지역의 이름이 방글라데시 찬드푸르의 푸린다푸르 마할라의 찬드 파키르에서 유래했다고 말한다. 15세기 델리에서 샤 아흐메드 찬드라는 행정가가 이곳에 와서 강항을 세웠다고 한다.
AD 1779년, 영국의 측량사인 제임스 레넬 소령은 영국 통치 기간 동안 벵골의 지도를 그렸고 찬드푸르라고 불리는 알려지지 않은 마을을 포함했다. 그 당시 찬드푸르 남쪽의 나르싱푸르(현재는 침몰)라는 곳에 사무실과 법원이 있었다. 파드마강과 메그나강의 합류점은 현재 위치에서 남서쪽으로 약 60마일 떨어진 곳에 있었다. 이 지역은 메그나강을 깨는 게임 때문에 지금은 사라졌다.
첫 번째 찬드푸르 구역은 1878년 영국 통치 기간 동안 행정적 재편의 결과로 형성되었다. 1896년 10월 1일 찬드푸르 시는 자치체로 선언되었다. 1984년 2월 15일에 찬드푸르구로 선언되었다.

## 인구
| 연도     | 인구      | ±% p.a. |
| -------- | --------- | ------- |
| 1974     | 1,543,183 | —       |
| 1981     | 1,796,777 | +2.20%  |
| 1991     | 2,032,449 | +1.24%  |
| 2001     | 2,271,229 | +1.12%  |
| 2011     | 2,416,018 | +0.62%  |
| 2022     | 2,635,748 | +0.79%  |
| Sources: |           |         |